# Sławoj Leszek Głódź
Sławoj Leszek Głódź (ur. 13 sierpnia 1945 w Bobrówce) – polski duchowny rzymskokatolicki, doktor prawa kanonicznego, generał dywizji Wojska Polskiego, biskup polowy Wojska Polskiego w latach 1991–2004, arcybiskup ad personam w latach 2004–2008, biskup diecezjalny warszawsko-praski w latach 2004–2008, arcybiskup metropolita gdański w latach 2008–2020, od 2020 arcybiskup senior archidiecezji gdańskiej.
W 1970 przyjął święcenia kapłańskie. Doktorat w zakresie wschodniego prawa kanonicznego uzyskał w Papieskim Instytucie Wschodnim. W latach 1981–1991 kierował sekcjami Kościoła obrządku bizantyjsko-ukraińskiego oraz Kościoła na Białorusi obrządku bizantyjsko-ruteńskiego w watykańskiej Kongregacji ds. Kościołów Wschodnich. W 1991 został mianowany pierwszym biskupem polowym reaktywowanego Ordynariatu Polowego Wojska Polskiego. Na tym stanowisku odtworzył struktury diecezjalne Ordynariatu, ustanawiając sieć parafii wojskowych w całej Polsce. W 2004 został wyniesiony do godności arcybiskupa ad personam. W tym samym roku otrzymał nominację na biskupa diecezjalnego warszawsko-praskiego, a w 2008 na arcybiskupa metropolitę gdańskiego. Zasiadał w licznych gremiach Konferencji Episkopatu Polski, a także w dykasteriach watykańskich. Wobec hierarchy formułowano zarzuty niepodejmowania działań na zawiadomienia o dopuszczeniu się czynów pedofilnych przez gdańskich księży i stosowanie mobbingu wobec podległych księży. Po ustąpieniu z urzędu Stolica Apostolska, w wyniku przeprowadzonego dochodzenia, podjęła wobec niego decyzje dyscyplinarne, m.in. nakazała zamieszkanie poza archidiecezją gdańską oraz zakazała udziału w publicznych celebracjach i spotkaniach na jej terenie.

## Życiorys

### Młodość i wykształcenie
Urodził się 13 sierpnia 1945 w Bobrówce w rodzinie Cezarego i Leokadii z domu Sokołowskiej. Jako uczeń Liceum Ogólnokształcącego w Sokółce wraz z kolegami w 1963 założył tajną organizację Białe Orły, która dokonała akcji dywersyjnej przed pochodem pierwszomajowym. Za udział w niej przez trzy miesiące przebywał w Centralnym Więzieniu Karno-Śledczym w Białymstoku. Został też wydalony ze szkoły z wilczym biletem. Maturę zdał w liceum dla pracujących.
W 1964 wstąpił do seminarium duchownego w Białymstoku. Studia musiał przerwać na dwa lata ze względu na powołanie do odbycia zasadniczej służby wojskowej w kompaniach kleryckich. Pierwszy rok służył w 32 Budziszyńskim Pułku Zmechanizowanym w Kołobrzegu, natomiast drugi rok w Mazurskiej Brygadzie Saperów w Podjuchach koło Szczecina. W trakcie służby uzyskał specjalizację sapera pontoniera. 14 czerwca 1970 został wyświęcony na prezbitera przez biskupa Henryka Gulbinowicza, administratora apostolskiego w Białymstoku. Studia kontynuował na Wydziale Prawa Kanonicznego Instytutu Katolickiego w Paryżu, na Katolickim Uniwersytecie Lubelskim i w Papieskim Instytucie Wschodnim, gdzie w 1980 uzyskał doktorat w zakresie wschodniego prawa kanonicznego.

### Prezbiter
W latach 1970–1972 był wikariuszem w parafii św. Wincentego Ferreriusza w Szudziałowie. Następnie w latach 1972–1974, w trakcie studiów w Paryżu, był duszpasterzem wśród tamtejszej Polonii.
W 1980 pracował na Synodzie Biskupów w Rzymie. Następnie był zatrudniony w Kurii Arcybiskupiej i Sądzie Arcybiskupim w Białymstoku. Pełnił funkcje dyrektora studium katechetycznego i kapelana „Solidarności” regionu Białystok. W latach 1981–1991 był zatrudniony w watykańskiej Kongregacji ds. Kościołów Wschodnich jako kierownik sekcji Kościoła obrządku bizantyjsko-ukraińskiego oraz sekcji Kościoła na Białorusi obrządku bizantyjsko-ruteńskiego. Był duszpasterzem w obozie dla emigrantów z Polski w Pavonie oraz współpracownikiem sekcji polskiej Radia Watykańskiego. W 1984 otrzymał godność prałata.
Podczas pracy w Watykanie był inwigilowany przez wywiad wojskowy PRL, który uważał go za swojego informatora, a uzyskane od niego informacje oceniał jako wartościowe. W tym czasie był też zarejestrowany jako współpracownik Służby Bezpieczeństwa PRL pod pseudonimem „Guastar” i miał przekazywać ważne informacje na temat polityki Watykanu wobec krajów Europy Środkowo-Wschodniej. Duchowny zaprzeczył współpracy z komunistycznymi służbami.

### Biskup
Przywracając 21 stycznia 1991 ordynariat polowy w Polsce, papież Jan Paweł II mianował go biskupem polowym Wojska Polskiego oraz biskupem tytularnym Bettonium. Święcenia biskupie przyjął 23 lutego 1991 w bazylice jasnogórskiej w Częstochowie. Udzielił mu ich kardynał Józef Glemp, prymas Polski, z towarzyszeniem kardynałów: Henryka Gulbinowicza, arcybiskupa metropolity wrocławskiego, i Franciszka Macharskiego, arcybiskupa metropolity krakowskiego. Następnego dnia odbył ingres do katedry polowej w Warszawie. Na swoje zawołanie biskupie przyjął słowa „Milito pro Christo” (Walczę dla Chrystusa). Administrowanie duszpasterstwem wojskowym przejął od dziekana generalnego Wojska Polskiego ks. płk. Floriana Klewiady. 18 kwietnia 1991 został mianowany na stopień generała brygady, a 11 listopada 1993 na stopień generała dywizji. W trakcie sprawowania urzędu biskupa polowego odtworzył struktury diecezjalne Ordynariatu, ustanawiając sieć parafii wojskowych w całej Polsce. Ustanowił dwa wyróżnienia Ordynariatu: w 1995 dyplom „Benemerenti”, a w 2001 medal „Milito pro Christo”. 7 marca 1998 Jan Paweł II wydał Kongregacji ds. Biskupów upoważnienie do zmiany jego stolicy tytularnej z Bettonium na Ordynariat Polowy w Polsce. 17 lipca 2004 został wyniesiony do godności arcybiskupa ad personam.
26 sierpnia 2004 papież Jan Paweł II mianował go biskupem diecezjalnym diecezji warszawsko-praskiej. 2 października 2004 odbył ingres do katedry praskiej i kanonicznie objął diecezję. Jako biskup diecezjalny powołał duszpasterstwo środowisk twórczych i sportu. Zainicjował koncerty w katedrze oraz Praskie Drogi Krzyżowe. Erygował 8 nowych parafii i ośrodków duszpasterskich. Przyczynił się do beatyfikacji Ignacego Kłopotowskiego, założyciela sióstr loretanek. Założył także katolicki tygodnik „Idziemy”.
17 kwietnia 2008 papież Benedykt XVI mianował go arcybiskupem metropolitą gdańskim. Ingres do archikatedry Trójcy Świętej w Gdańsku Oliwie, w trakcie którego kanonicznie objął urząd, odbył 26 kwietnia 2008. 29 czerwca 2008 w bazylice św. Piotra w Rzymie odebrał od papieża paliusz metropolitalny. 13 sierpnia 2020 papież Franciszek przyjął jego rezygnację z urzędu arcybiskupa metropolity gdańskiego, złożoną zgodnie z wymogami prawa kanonicznego w związku z ukończeniem 75 lat, jednocześnie mianując administratorem apostolskim sede vacante archidiecezji gdańskiej Jacka Jezierskiego, biskupa diecezjalnego elbląskiego.
W ramach Konferencji Episkopatu Polski w latach 2002–2012 i 2017–2020 zasiadał w Radzie Stałej. W latach 2001–2012 był przewodniczącym Rady ds. Środków Społecznego Przekazu, a w latach 2002–2012 przewodniczącym Zespołu Biskupów ds. Duszpasterskiej Troski o Radio Maryja. W latach 1995–2005 pełnił funkcję delegata ds. opieki duszpasterskiej nad harcerstwem polskim, a w latach 2001–2004 krajowego duszpasterza kombatantów, od 2006 był delegatem ds. Duszpasterstwa Strażaków, a w latach 2012–2022 delegatem ds. Telewizji Trwam. Wszedł w skład Rady Prawnej, Zespołu ds. Kontaktów z Konferencją Episkopatu Francji oraz Komisji ds. Polonii i Polaków za Granicą. Ponadto w latach 2007–2020 był współprzewodniczącym Komisji Wspólnej Przedstawicieli Rządu RP i KEP. W 2014 został członkiem Rady Programowej Katolickiej Agencji Informacyjnej. Był członkiem Krajowego Komitetu Roku Jubileuszowego 2000, a w 2003 został powołany na 3-letnią kadencję do Rady Fundacji „Dzieło Nowego Tysiąclecia”. Objął funkcję członka Ogólnopolskiego Komitetu Organizacyjnego Obchodów 1050. Rocznicy Chrztu Polski w 2016. Został także honorowym naczelnym kapelanem Stowarzyszenia Weteranów Armii Polskiej w Ameryce.
W 1994 został konsultorem Kongregacji ds. Kościołów Wschodnich, a w 1998 członkiem Centralnego Biura ds. Koordynacji Duszpasterskiej Ordynariatów Polowych  w Kongregacji ds. Biskupów.
Konsekrował biskupa pomocniczego pelplińskiego Wiesława Śmigla (2012) i biskupa pomocniczego gdańskiego Zbigniewa Zielińskiego (2015). Był współkonsekratorem podczas sakr: biskupa pomocniczego wrocławskiego Edwarda Janiaka (1996), biskupa polowego Wojska Polskiego Tadeusza Płoskiego (2004), biskupa diecezjalnego sandomierskiego Krzysztofa Nitkiewicza (2009), biskupa pomocniczego warszawsko-praskiego Marka Solarczyka (2011), nuncjusza apostolskiego w Liberii Mirosława Adamczyka (2013) i biskupa pomocniczego gdańskiego Wiesława Szlachetki (2014).

### Krytyka i następstwa
Dwukrotnie, w marcu 2013 i w październiku 2019, zarzucono mu w mediach m.in. stosowanie mobbingu wobec podległych księży. W odpowiedzi na te publikacje w obronie arcybiskupa stawali jego współpracownicy kurialni i księża dziekani, którzy w oświadczeniach oceniali materiały dziennikarskie jako zniesławiające hierarchę. Po artykule w tygodniku „Wprost” z 2013 do nuncjusza apostolskiego w Polsce z zarzutami wobec arcybiskupa zgłosił się ksiądz Adam Świeżyński. Natomiast po emisji reportażu TVN24 z 2019 szesnastu gdańskich księży w liście do nuncjusza apostolskiego zapewniło o prawdziwości wysuniętych oskarżeń, zaś wierni w dwóch manifestacjach pod siedzibą kurii w Gdańsku protestowali m.in. przeciwko brakowi działań na zgłoszenia o dopuszczeniu się czynów pedofilnych przez gdańskich księży i przeciwko braku reakcji na skargi księży dotyczących czynności mobbingowych hierarchy, a do papieża wystosowali list otwarty z apelem o odwołanie arcybiskupa.
W listopadzie 2020 Nuncjatura Apostolska w Polsce poinformowała, że w oparciu o motu proprio Vos estis lux mundi do przeprowadzenia dochodzenia w sprawie zgłoszonych do Stolicy Apostolskiej skarg, w których zarzucano mu dopuszczenie się zaniedbań w prowadzeniu postępowań o nadużycia seksualne podległych mu duchownych archidiecezji gdańskiej wobec osób małoletnich, został wyznaczony kardynał Kazimierz Nycz, arcybiskup metropolita warszawski, a etap diecezjalny dochodzenia został zakończony. W komunikacie wydanym 29 marca 2021 Nuncjatura Apostolska w Polsce poinformowała, że po przeprowadzeniu dochodzenia dotyczącego zgłoszonych zaniedbań hierarchy i innych kwestii związanych z zarządzaniem przez niego archidiecezją gdańską Stolica Apostolska nakazała mu zamieszkanie poza archidiecezją, zakazała uczestniczenia w publicznych celebracjach i spotkaniach na jej terenie, a także zobowiązała go do dokonania wpłaty na rzecz Fundacji św. Józefa na przeciwdziałanie nadużyciom seksualnym i wsparcie ofiar.
W czerwcu 2021 został wybrany sołtysem Piasków, części wsi Bobrówka, miejscowości urodzenia, w której zamieszkał po opuszczeniu archidiecezji gdańskiej. Objęcie tego stanowiska wzbudziło kontrowersje na gruncie kanonu 285 §3 kodeksu prawa kanonicznego, zabraniającego duchownym sprawowania publicznych urzędów.

## Odznaczenia i wyróżnienia
Prezydent RP Lech Wałęsa nadał mu w 1995 Krzyż Oficerski Orderu Odrodzenia Polski, natomiast prezydent Aleksander Kwaśniewski w 1998 odznaczył go Krzyżem Komandorskim z Gwiazdą tego orderu. Z nadania prezydenta RFN Horsta Köhlera w 2005 otrzymał Wielki Krzyż Zasługi Republiki Federalnej Niemiec. W 2000 został członkiem zakonu bożogrobców w randze Komandora z Gwiazdą, a także zakonu maltańskiego w randze Kapelana Konwentualnego ad honorem (z drugiego zakonu został usunięty w 2022).
W 2005 został nagrodzony Złotym Medalem „Zasłużony Kulturze Gloria Artis”, a w 2018 Brązową Odznaką „Zasłużony dla Ochrony Przeciwpożarowej”.
Otrzymał honorowe obywatelstwa: Hrubieszowa (1993), Białegostoku (1995, odebrane w 2021), powiatu monieckiego (2005), Warszawy (2005, odebrane w 2021), Radzymina (2006, odebrane w 2021), gminy Sokółka (2006) i Wołomina (2007). Został również uhonorowany Odznaką Honorową „Zasłużony dla Mazowsza” (2007).
W 2010 nadano mu tytuł doktora honoris causa Uniwersytetu Kardynała Stefana Wyszyńskiego, a w 2015 otrzymał Brązowy Medal Uniwersytetu Gdańskiego „Bene merito et merenti”.
Został wyróżniony Komandorią Missio Reconciliationis (1999), medalem „Milito Pro Christo” i dyplomem „Benemerenti” (2005), Medalem Honorowym im. Józefa Tuliszkowskiego (2007), Medalem Dnia Pamięci Ofiar Zbrodni Katyńskiej (2008), Złotym Krzyżem Związku Piłsudczyków RP (2009), Krzyżem „Golgota Wschodu” (2012). Otrzymał nagrodę Instytutu Pamięci Narodowej „Świadek Historii” (2014). Redakcja „Tygodnika Solidarność” przyznała mu tytuł Człowieka Roku 2009.

## Publikacje
- Tak zwany Synod Lwowski 1946, 1989.
- Walczę dla Chrystusa : z nauczania biskupa polowego Wojska Polskiego, Warszawa, 1995, ISBN 83-904221-0-7.
- "Polska!... ale jaka?", Warszawa, 1995.
- "Nie obrażajcie więcej Boga...", Warszawa, 1996.
- Drogami Narodu i Kościoła : z nauczania Biskupa Polowego Wojska Polskiego (1994-1998), Warszawa, 1999, ISBN 83-87893-06-4.
- Bochen polskiego chleba : kazanie wygłoszone podczas Ogólnopolskiego Święta Dziękczynienia za Plony 1999 (Dożynki Jasnogórskie), Jasna Góra 5 września 1999, Warszawa, 1999, ISBN 83-87893-48-X.
- Nie tylko z ambony : audycje w Programie I Polskiego Radia, Warszawa, 2003, ISBN 83-904221-9-0.
- Nie tylko z ambony : audycje w programie I Polskiego Radia – 2003, Warszawa, 2004, ISBN 83-918798-1-X.
- Nie tylko z ambony : audycje w Programie I Polskiego Radia – 2004, Warszawa, 2005, ISBN 83-922372-3-4.
- Bądźcie świadkami nowej ewangelizacji : list arcybiskupa Sławoja Leszka Głódzia do służby liturgicznej diecezji Warszawsko-Praskiej., Warszawa, 2005.
- Nie tylko z ambony : audycje w Programie I Polskiego Radia – 2005, Warszawa, 2006, ISBN 83-922372-5-0.
- Nie tylko z ambony : audycje w Programie I Polskiego Radia – 2006, Warszawa, 2007, ISBN 978-83-925662-0-5.
- Nie tylko z ambony : audycje w Programie I Polskiego Radia – styczeń 2007 – kwiecień 2008, Warszawa, 2008, ISBN 978-83-925662-8-1.
- Apologia Kościoła dzisiaj, Gdańsk, 2012.
- Myśli na każdy dzień, Pelplin, 2015, ISBN 978-83-7823-551-4.
- Nauczanie pasterskie : kazania i homilie, T. 1, 2008-2010, Pelplin, 2015, ISBN 978-83-7823-576-7.
- Nauczanie pasterskie : kazania i homilie, T. 2, 2011-2014, Pelplin, 2015, ISBN 978-83-7823-619-1.
- Nauczanie pasterskie : orędzia, listy i słowa pasterskie, T.3, 2008-2014, Pelplin, 2015, ISBN 978-83-7823-659-7.
- Polsko, uwierz w swoją wielkość : głos biskupów w sprawie Ojczyzny 2010-15, Kraków, 2015, ISBN 978-83-7553-182-4.
- Kazania piaśnickie : Sanktuarium Błogosławionej Męczennicy Alicji Kotowskiej i Towarzyszy, Wejherowo, 2016, ISBN 978-83-65092-08-3.
- Nauczanie pasterskie : homilie, T. 4, 2015-2018, Pelplin, 2019, ISBN 978-83-8127-298-8.
- Nauczanie pasterskie. T. 5, 2019-2020, Pelplin, 2020, ISBN 978-83-8127-512-5.
- Podlaskie krzyże i kapliczki na terenie wsi Bobrówka i Brzozowa, Gdańsk, 2020, ISBN 978-83-65770-04-2.